# Jacques de Lorraine
Jacques de Lorraine, mort le 24 octobre 1260, fut évêque de Metz de 1239 à sa mort. Il était fils de Ferry II, duc de Lorraine, et d'Agnès de Bar. Il est le frère cadet des ducs de Thiébaud Ier et Mathieu II.

## Biographie
En 1223, il est archidiacre de Trèves, puis primicier de Metz. En 1230, il est primicier de Verdun, qu'il résiliera en 1238, et prévôt de Saint Lambert à Liège. Il est élu par le chapitre évêque de Metz avant le 29 mars 1239. Il est sacré évêque le 17 avril 1239.
Il fonde les collégiales de Vic-sur-Seille, Hombourg-Haut et Sarrebourg.
Il fait construire plusieurs châteaux et enceintes fortifiées autour d'Épinal et de Rambervillers.
C'est également à Jacques de Lorraine que l'on doit l'exceptionnelle élévation de la cathédrale de Metz. En prônant l'élan gothique, et l'intégration de la collégiale Notre-Dame, il contribue à l'importante hauteur des baies de la nef par rapport aux collatéraux.
Durant son épiscopat, il entretient des rapports cordiaux avec le Saint-Siège, mais ses relations avec l'empereur sont parfois tendues. Il cherche également à enrichir son diocèse par tous les moyens.
Il est inhumé dans la cathédrale de Metz dans la chapelle Saint-Nicolas ; on retrouve son corps lors de travaux le 5 décembre 1521.

## Sources
- Georges Poull, La Maison ducale de Lorraine, Nancy, Presses universitaires de Nancy, 1991, 575 p. [détail de l’édition] (ISBN 2-86480-517-0).